# Yassi Pressman
Yasmin Isabel Yasto Pressman (11 de mayo de 1995, Hong Kong), también conocida como Yassi Pressman, es una actriz, bailarina, cantante, presentadora de televisión y modelo filipina. Pressman es conocida como la "princesa del baile" del "Party Pilipinas" o "Fiesta Filipinas".

## Carrera
De padre británico y madre filipina, Pressman comenzó a participar en actuaciones a la edad de 5 años. Fue elegida por la cadena televisiva ABS-CBN para una serie llamada "Gulong ng Palad", en su personaje principal interpretando a "Luisa", antes de pasar a la Red de GMA para convertirse en una de las bailarinas femeninas más prometedoras del SOP. Ella demostró su talento en el baile, a pesar de que no tenía ningún entrenamiento formal. Luego se convirtió parte del evento "Sayaw Pilipinas", junto a Mark Herras, Sef Cadayona, Rocco Nacino, Steven Silva, Mayton Eugenio, Diva Montelaba y Winwyn Márquez. Pressman incursionó también en varias compañías publicitarias, siendo cotratada por diversas empresas para cortes comerciales, siendo miembro como de Watchpad Crew, Lipps, Funky French Fries, Voice Combo Sandwich, Happy Peanuts, Chocquik 5, Coca-Cola y entre otros. Ella también incursionó en el modelaje para la empresa "Avon" y también recibió otro contrato para productos de calzado "Vans", al igual de "Sayaw Pilipinas".

## Filmografía

### Televisión
| Televisión | Televisión              | Televisión                        | Televisión     | Televisión |
| ---------- | ----------------------- | --------------------------------- | -------------- | ---------- |
| Año        | Título                  | Personaje                         | Canal          |            |
| 2014       | Ang Dalawang Mrs. Real  | Kristina Montealegre-Real         | GMA Network    |            |
| 2014       | Paraíso Ko'y Ikaw       | Young Yvette                      | GMA Network    |            |
| 2013       | Genesis                 | Reynalyn "Reyna" Romualdez / Pyra | GMA Network    |            |
| 2012       | Makapiling Kang Muli    | Vanessa                           | GMA Network    |            |
| 2011       | Maynila: Labo mo Boy    | Pam                               | GMA Network    |            |
| 2011       | Time of My Life         | Terry                             | GMA Network    |            |
| 2011       | Comedy Bar              | Herself / Guest                   | GMA Network    |            |
| 2011       | Showbiz Central         | Herself / Guest                   | GMA Network    |            |
| 2011       | Reel Love: Tween Hearts | Eunice                            | GMA Network    |            |
| 2011       | Eat Bulaga!             | Herself/ Contestant               | GMA Network    |            |
| 2011       | Maynila: The Unfaithful | Jane                              | GMA Network    |            |
| 2011       | Party Pilipinas         | Herself/ Performer                | GMA Network    |            |
| 2011       | I Laugh Sábado          | Various Roles                     | QTV Channel 11 |            |
| 2010       | Ilumina                 | Ayra                              | GMA Network    |            |
| 2009       | SOP Fully Charged       | Herself/ Performer                | GMA Network    |            |
| 2006       | Gulong ng Palad         | Young Luisa                       | ABS-CBN        |            |

### Películas
| Año                       | Título                                  | Rol                  |
| 2015                      | Girlfriend For Hire                     | Nami San Jose        |
| 2014                      |                                         |                      |
| Talk Back and You're Dead | Audrey dela Cruz                        |                      |
| 2014                      | Diary ng Panget                         | Lorraine "Lory" Keet |
| 2013                      | Kaleidoscope World                      | Elsa                 |
| 2012                      | Si Agimat, si Enteng Kabisote at si Ako | Sol/Winged Horse     |
| 2011                      | Tween Academy: Class of 2012            | Caitlin              |

## Discografía

### Taken
| Año  | Canción | Álbum         |
| 2011 | Magic   | David Dimuzio |

### Álbumes de estudio
| Discografía | Discografía | Discografía          | Discografía |
| Año         | Álbum       | Productor            | Notas       |
| ----------- | ----------- | -------------------- | ----------- |
| 2015        | Yassi       | (Viva Records, 2015) | Debut album |